# Gare des Carbonnets
La gare des Carbonnets, aussi appelée gare Lisch, est une gare ferroviaire française désaffectée située impasse des Carbonnets, dans la commune d'Asnières-sur-Seine, à proximité de Bois-Colombes (département des Hauts-de-Seine). Elle est accessible par la rue des Bourguignons (la gare n'est pas ouverte au public).
Originellement construite au Champ-de-Mars par l'architecte Juste Lisch pour l'exposition universelle de 1878, elle est déplacée à Asnières-sur-Seine en 1897. Elle fait office de gare électrique de Bois-Colombes lors de l'électrification par troisième rail du tronçon Paris-Saint-Lazare - Bois-Colombes de la ligne d'Argenteuil, en 1924, avant d'être reconvertie en ateliers en 1937. Abandonnée et promise à la démolition en 1983, elle est sauvée de justesse par la mobilisation d'un Asnièrois qui parvient à la faire inscrire en 1985 à l'inventaire supplémentaire des monuments historiques.
Malgré les divers projets de restauration évoqués pendant près de trente ans, elle est depuis restée à l'abandon et dans un état de dégradation avancé. La gare est rachetée par la ville en 2024 et une restauration à l'identique est engagée en 2025. 

## Origine du nom
Elle porte le nom d'un lieu-dit, celui de son adresse actuelle, impasse des Carbonnets à Asnières-sur-Seine, située dans la continuité de la rue des Carbonnets à Bois-Colombes. Son autre nom (gare Lisch) vient de son architecte : Juste Lisch.

## Historique

### Du Champ-de-Mars à Asnières-sur-Seine

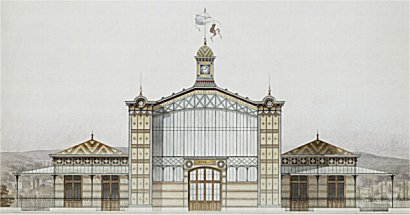
L'embarcadère du Champ-de-Mars, remonté plus tard en gare électrique de Bois-Colombes.

À l'occasion de l'exposition universelle de 1867, la Compagnie de l'Ouest établit un embranchement de trois kilomètres de long sur la rive gauche de la Seine, entre le lieu-dit le Point du Jour et le Champ-de-Mars. Celui-ci est destiné à desservir les différents chantiers de construction de pavillons en matériels. Pendant l'exposition universelle, la ligne assure le transport des voyageurs, avant de cesser toute activité le 29 février 1868.
Dans le cadre de l'exposition universelle de 1878, une nouvelle gare est inaugurée le 31 mars de la même année afin de servir de gare terminus au tronçon de quatre gares entre Grenelle-Ceinture et l'esplanade du Champ-de-Mars. Son architecte, Juste Lisch, dessine une charpente métallique à remplissage de briques, assemblée sur un soubassement de pierre. Un bâtiment central, mesurant près de 1500 m² et décoré de briques colorées et de tuiles plates vernissées. Il sert de salle des pas-perdus et est flanqué de deux extensions vitrées à usage administratif. Elle peut accueillir quatre voies, plus quelques voies latérales de remise.

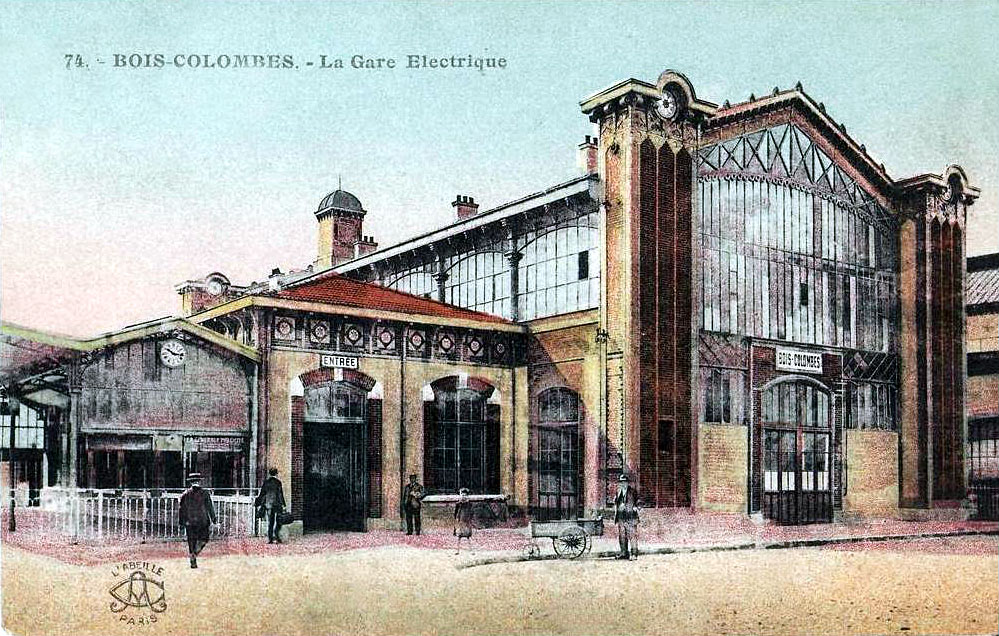
Bois-Colombes - La gare électrique.

La Compagnie de l'Ouest, a alors comme projet, pour l'exposition universelle de 1900, de construire le raccordement de Boulainvilliers et la ligne des Invalides à Versailles-Rive-Gauche. Comme ses ateliers d'Asnières et de Bois-Colombes, situés impasse des Carbonnets, sont détruits lors de la tornade du 18 juin 1897, elle décide de démonter et d'y ré-assembler l'édifice.
La première étape de l'électrification de la ligne de Paris-Saint-Lazare à Argenteuil la fait devenir à partir de 1924 le terminus de la ligne électrique Saint-Lazare - Bois-Colombes durant douze ans. Dotée de voies en impasse accueillant les trains omnibus Paris - Bois-colombes, elle jouxte la gare de Bois-Colombes-encore en usage aujourd'hui- située à une centaine de mètres, desservie par les trains à vapeur se rendant au-delà, vers Argenteuil et Pontoise.
Mais le quadruplement de la ligne et l'extension de l'électrification jusqu'à Argenteuil en 1936 conduisent à la reconstruction par Urbain Cassan de la gare de Bois-Colombes avec l'enterrement de ses voies ferrées. La gare des Carbonnets rendue inutile est alors désaffectée et transformée en ateliers, puis finalement annexe de dépôt de la voie et est notamment utilisée par le Sernam. En 1972, l'École nationale de cirque dirigée par Annie Fratellini envisagea de s'y installer,.

### Un bâtiment à l'abandon

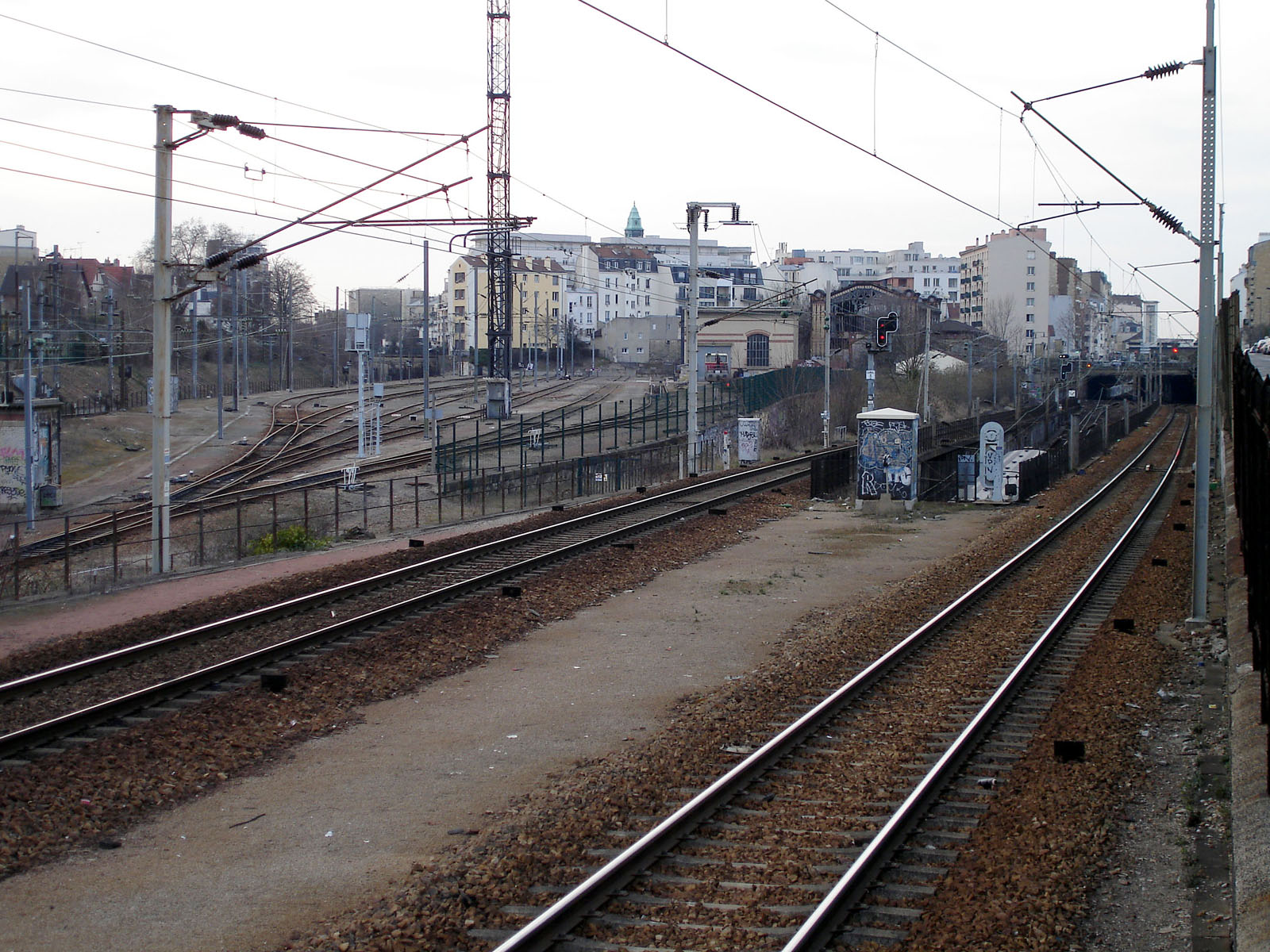
Vue d'ensemble du site : à l'extrême gauche, en début de tranchée, les voies du groupe V vers Mantes par Poissy, au centre voies de remise et garage et au premier plan à droite, voies des groupes IV et VI vers Bois-Colombes et Argenteuil.

Le bâtiment était promis à la démolition en 1983, et fut sauvé par son inscription à l'inventaire supplémentaire des monuments historiques le 13 août 1985, grâce à une campagne du Figaro initiée par un Asniérois, Pierre Tullin. Son emplacement originel dans Paris est désormais occupé par la gare du Champ de Mars - Tour Eiffel, desservie par la ligne C du RER.
Au début des années 1990, le remontage du bâtiment est imaginé à proximité de la nouvelle gare de Cergy-le-Haut, dans le Val-d'Oise, mais le coût de l'opération entraîne finalement abandonner le projet. En 2012, le bâtiment est à l'abandon et devient progressivement une ruine. Une partie de la structure s'est effondrée ; des arbres y poussent et l'escalier intérieur a perdu la majorité de ses marches. Un incendie détruit même une faible partie de l'édifice fin mars 2012.

Le bâtiment de la gare
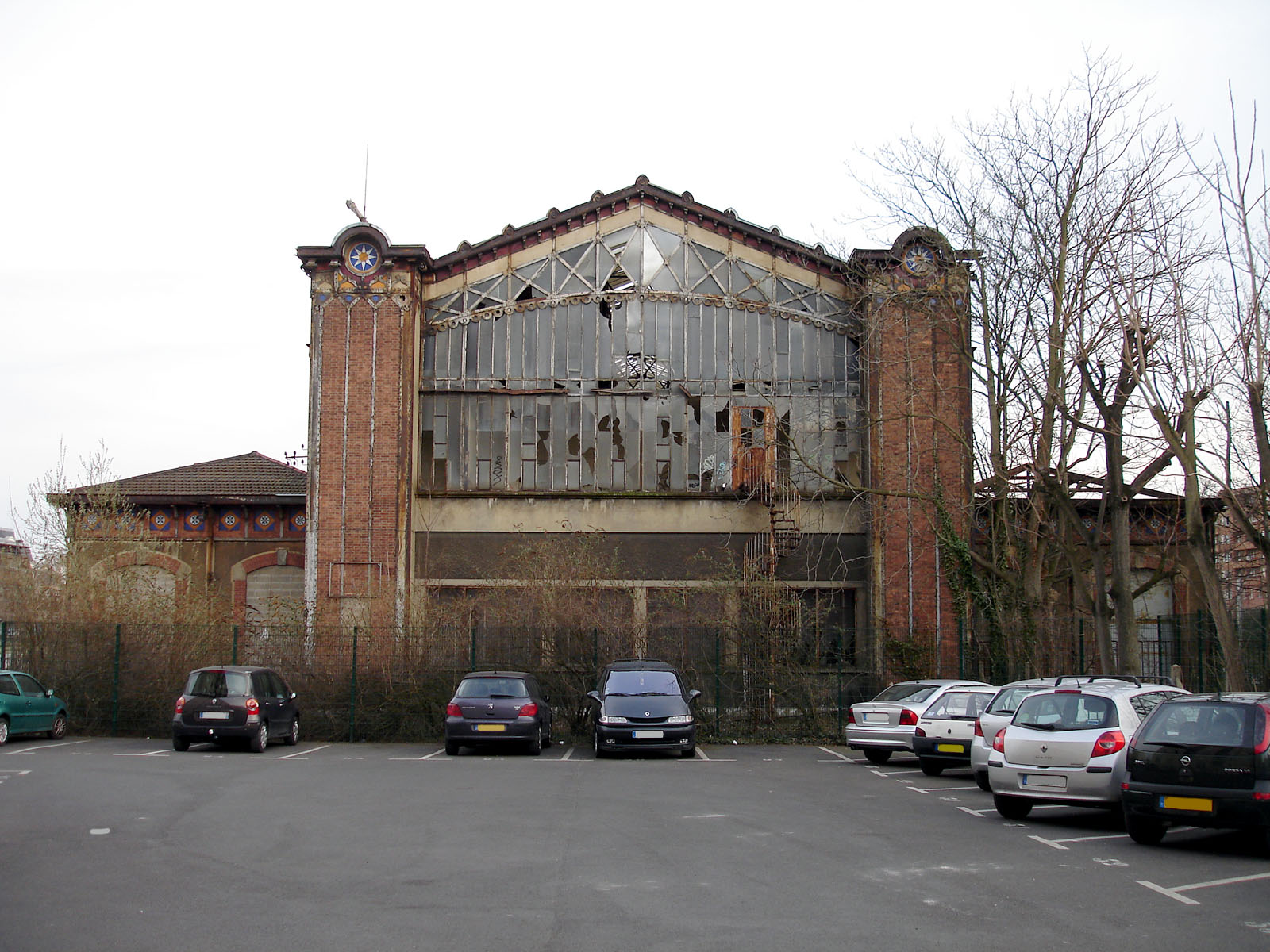
En mars 2010, façade côté Nord.
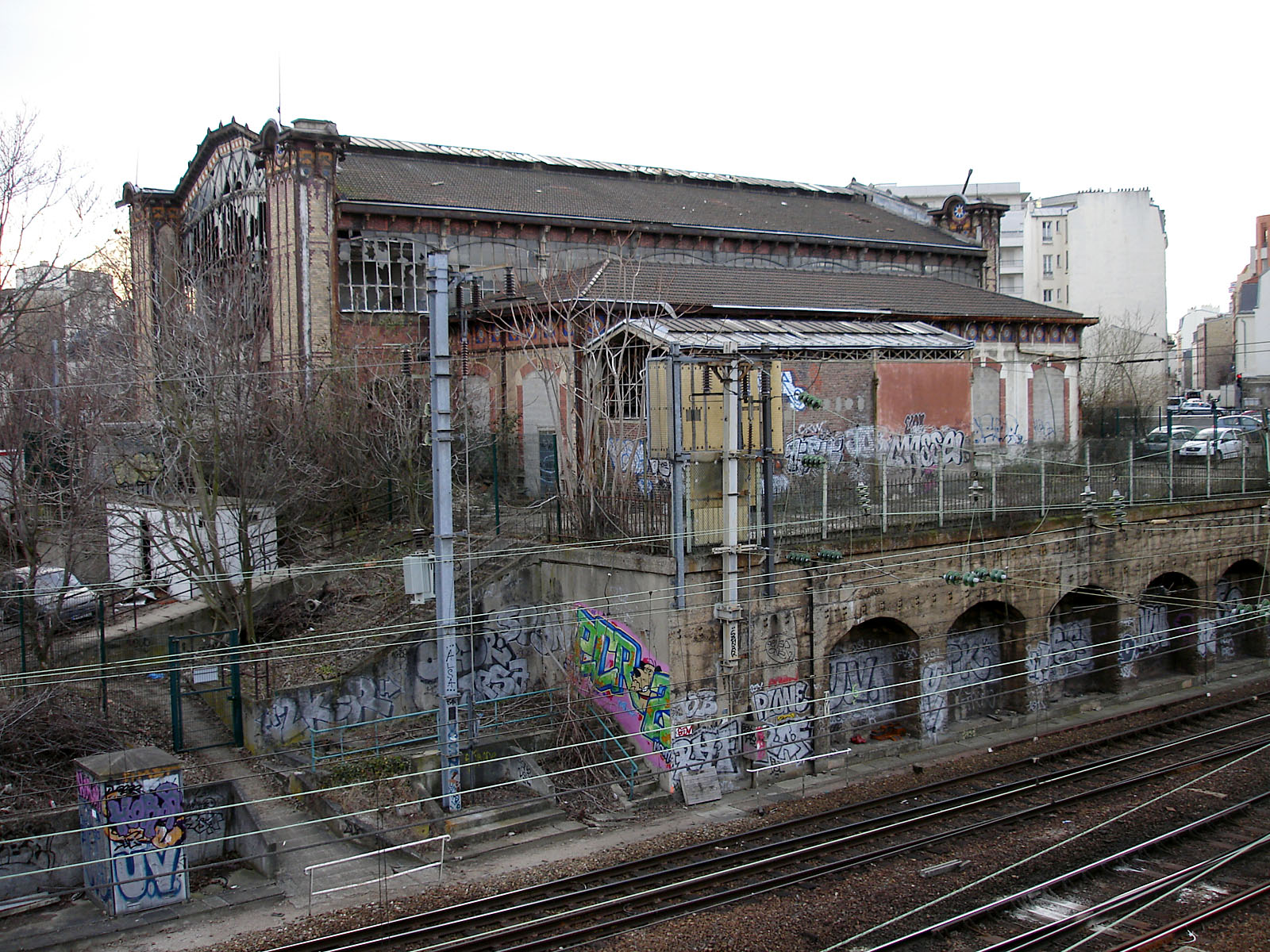
En mars 2010, façade côté Est.
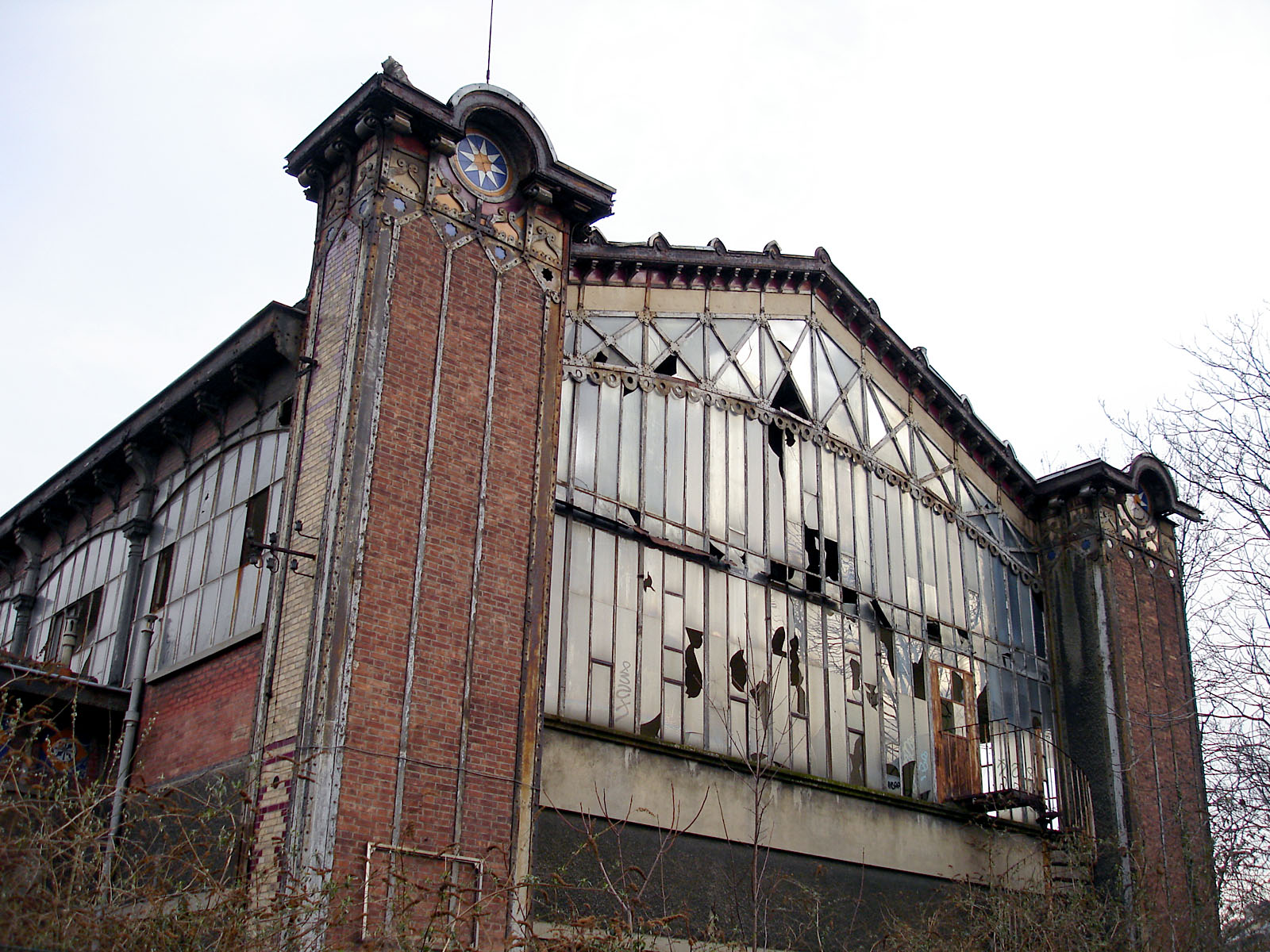
Détail de la structure métallique façade Nord avec remplissage en briques.
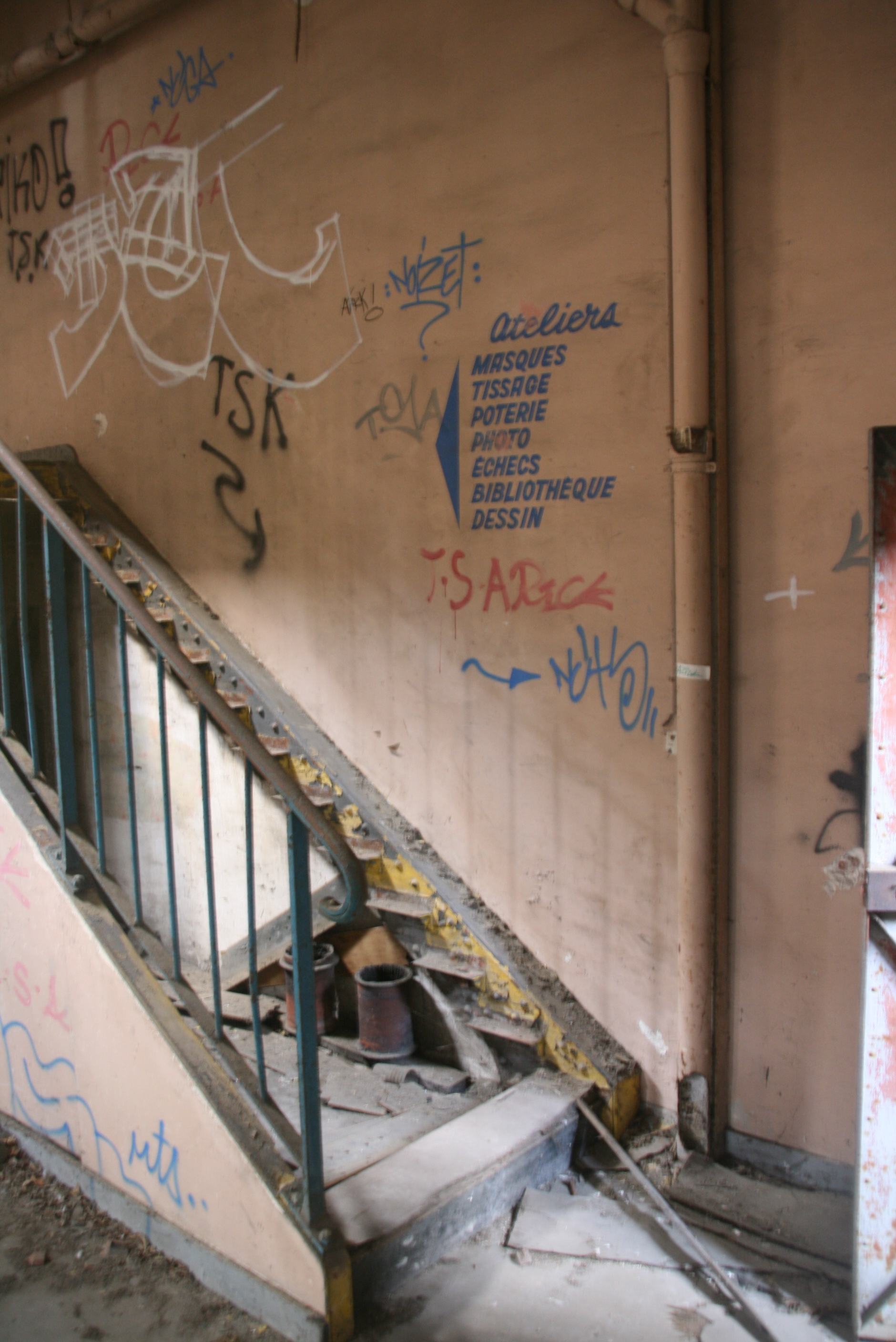
Escalier intérieur très dégradé.

## Projets de réhabilitation
Après des décennies de projets sans suite, une volonté de sauvegarde semble apparaître : une réunion est organisée le 12 janvier 2013 à l'initiative de la mairie d'Asnières-sur-Seine avec la participation de l'association Les Amis du château et du vieil Asnières, ainsi que les représentants de la direction régionale de l'action culturelle, le conseil général et Réseau ferré de France, désormais propriétaire de l'édifice depuis 1997.
Plusieurs projets sont à l'étude : la restauration du bâtiment sur place, qui pourrait alors être utilisé comme équipement public culturel intercommunal. Une autre possibilité consiste à procéder à son démontage puis à son remontage. Après de nombreux rendez-vous, plusieurs idées sont alors projetées en lien avec Les Amis du château et du vieil Asnières, la SNCF, RFF et le ministère des Transports pour l'accueillir : soit dans le parc des Chanteraines à Gennevilliers (qui héberge déjà une association de petits trains), soit à l'Est de Paris sur un terrain appartenant à la SNCF où pourrait être créé un musée du Cheminot, ou encore dans le parc Robinson à Asnières, près des rives de la Seine. Le transfert sur un autre espace permettrait alors de libérer le terrain pour y construire des logements sociaux. Or, Asnières-sur-Seine dispose déjà de nombreux logements sociaux (dans les quartiers Nord), et cela irait à l'encontre du développement culturel de ce quartier qui s'inscrit dans le cadre du projet du Grand Paris.
Une étude de faisabilité sur la restauration de l'ancienne gare est mise en œuvre, avec un coût estimé à cinq millions d'euros, ce qui permettrait en outre de sauver cette gare puisque le coût de démantèlement au regard de la fragilité de l'édifice risquerait d’entraîner la destruction pure et simple de celui-ci.
Par ailleurs, une communauté s'organise sur internet afin de sauver le bâtiment, dite mobilisation « Gare Lisch - Opération Renaissance », en proposant sa réutilisation comme « Cité du Voyage », un pôle économique et culturel sur le thème du voyage dont l'autofinancement devait éviter un recours aux subventions publiques pour ses frais de fonctionnement. En mars 2016, des élus parisiens demandent sa réinstallation, au niveau du cours de Vincennes.
Cette communauté est à l'origine de l'exposition de photographies dans le cadre du projet InsideOut de l'artiste JR mettant en lumière l'inaction des différentes parties prenantes concernées ; une pétition est lancée afin de solliciter de la direction de la SNCF et de la ville d'Asnières-sur-Seine une décision en vue de la restauration de l'édifice.
En 2019, dans le cadre de la Métropole du Grand Paris, l'entreprise Morning Coworking associée au cabinet d'architectes Nacarat remporte le projet Inventons la Métropole pour en faire un centre de coworking sur le thème de la « cité du voyage et de l'entrepreneuriat ». Le projet, financé par un promoteur, prévoit une division de l'espace en deux niveaux. Le premier étage serait utilisé pour héberger des centaines de bureaux d'affaires partagés (coworking) tandis que le rez-de-chaussée accueillerait un café-restaurant et un espace événementiel ouvert au public. Ce projet est prévu pour 12 ans à partir de 2021 et doit permettre de financer la restauration de la gare, mais il est abandonné en 2021 en raison de l'épidémie de SARS-coV-2.
La commune d'Asnières-sur-Seine décide alors de racheter la gare Lisch pour un demi-million d'euros et de la rénover en y investissant 10 millions d'euros,. Ses vastes proportions, son éclairage naturel zénithal et sa proximité de Paris la rendent intéressante à utiliser pour de multiples projets artistiques.
La gare est rachetée par la commune à l'été 2024 pour le prix de 425 000 €. En avril 2025, un architecte est désigné par la ville pour mener des travaux de restauration à l'identique, qui doivent commencer dans l'année.